# Цимбал Тетяна Іванівна
Тетяна Іванівна Ци́мбал (10 квітня 1908, Київ — 23 грудня 1995, Київ) — українська актриса, майстер художнього слова, громадська діячка, шістдесятниця.

## Родина
Народилася 10 квітня 1908 у Києві в родині Івана та Лідії Цимбалів, народних вчителів, організаторів перших українських шкіл. За свою патріотичну просвітницьку діяльність батьки зазнавали переслідувань як царату, так i радянської влади.
Старший брат Віктор, який згодом став відомим українським художником, мусив емігрувати i звікував свій вік у вигнанні, в Аргентині та Сполучених штатах Америки. Через це вся родина постійно перебувала під контролем владних структур: стеження, прослуховування телефонних розмов тощо.

## Освіта
Вчилася у 2-й українській гімназії ім. Кирило-Мефодіївського братства.
1930 року закінчила Музично-драматичний інститут ім. Миколи Лисенка.

## Творчість і громадська діяльність
Після закінчення інституту працювала в Київському Театрі юного глядача, Театрі «Березіль» (Харків), Театрі ім. Марії Заньковецької (Запоріжжя).
Переживши з родиною жахіття окупації, залишила роботу в Театрі й почала працювати майстром художнього слова у Львівській філармонії.
1953 року, коли після смерті Сталіна в столиці з'явилась потреба в українському слові, на запрошення Республіканської філармонії повернулась до Києва.
Літературні вечори та концерти за участю актриси мали значний вплив на формування громадської свідомості шістдесятих років. Вона була суто народною артисткою. Народ любив її i за високий мистецький талант, i за безкомпромісний український патріотизм. У її репертуарі були як класики Шевченко, Франко, Леся Українка, Тичина, Сосюра, Рильський, Довженко, Олесь, Антоненко-Давидович, так i молоді Іван Драч, Василь Симоненко, Ліна Костенко та інші. Їхні твори вона не просто виконувала фахово i майстерно, а цілком по-новому інтерпретувала, надаючи нового потужного звучання. Однією з найцікавіших програм була моновистава про Лесю Українку «Дочка Прометея», блискуче зроблена. Перші режисерські штрихи поклав молодий талановитий Лесь Танюк.
З гастролями об'їздила всю Україну, Крим, Донбас, Сибір, Казахстан, європейську частину Росії. Виступала i перед великими аудиторіями, i перед кількома слухачами, дуже часто — безкоштовно.
За переконаннями i за естетичними засадами була шістдесятницею. Ліна Костенко, Іван Гончар, Алла Горська, Іван Дзюба, Надія Світлична, Лесь Танюк, Юрій Бадзьо, Євген Сверстюк, Євген Пронюк, Микола Плахотнюк, Галина Дідківська, Борис Антоненко-Давидович, Оксана Мешко, Валентина Драбата — ось далеко не повне коло її друзів i знайомих, у спілкуванні з якими черпала наснагу для своєї творчості i яких надихала сама.
Брала участь у літературних вечорах, організованих клубом творчої молоді «Сучасник», навіть тих, що були заборонені радянською владою. Щороку 22 травня обов'язково приходила до пам'ятника Шевченкові з квітами, читала твори поета, а 22 травня 1967 року взяла участь в очоленій Миколою Плахотнюком демонстрації до будинку ЦК партії з вимогою звільнити затриманих у той вечір студентів.
У Шешорах на «забороненому» відкритті пам'ятника Т.Шевченку 8 серпня 1965 року переодягнена у гуцульське вбрання читала «Катерину» Т.Шевченка.
На забороненому вечорі Лесі Українки в Першотравневому парку 31 липня 1963 року на лаві у світлі «смолоскипів» з газет читала «І ти колись боролась, як Ізраїль». Після цього виступу її зняли з урядового концерту та відправили на пенсію, практично заборонивши працювати. Це стало творчою трагедією. Через «політичну неблагонадійність» не допускали на радіо i телебачення, тому немає жодного професійного запису її виконання. Опальну акторку не наважувались запрошувати Спілка письменників та товариство «Знання». Тоді її «імпресаріо» стала теж опальна невтомна Оксана Мешко. Ходила по школах, підприємствах, інститутах, організовувала концерти (звичайно, безкоштовні). Часто в них брав участь Євген Сверстюк зі своїми мудрими лекціями. Іноді щастило, а ще частіше доводилося повертатися Hi з чим: якраз у цей день раптом починався ремонт, або зала ставала аварійною, або негайно планувався інший захід.
Після чергової хвилі арештів в інститутах Академії наук УРСР влітку 1972 року на квартирі родини відбувся обшук. Регулярно почали викликати на допити до КДБ. Кожного разу, йдучи туди, була готова до арешту.
Попри все продовжувала активну громадську роботу. Зрідка виступала з концертами. Серед друзів i знайомих збирала українські книжки i власним коштом розсилала у далекі сільські й міські бібліотеки, туди, де бувала на гастролях i де компактно жили українці.
Поширювала самвидав, морально i матеріально допомагала родинам політв'язнів.
Пам'ятник Лесі Українки у Ялті було споруджено саме завдяки її зусиллям. Та й у боротьбі за музей великої поетеси у Ялті Тетяна Цимбал не лишалася осторонь, залучивши до цього учня Лесі Українки — M. C. Охріменка.
Померла 23 грудня 1995 року. Похована на Байковому кладовищі у м. Києві.